# Pump.io
Pump.io és un motor de fluxos d'activitats de propòsit general que es pot utilitzar com a protocol federat de xarxes socials que "fa la majoria del que la gent realment vol d'una xarxa social". Iniciat per Evan Prodromou, és un seguiment de StatusNet; Identi.ca, que era el servei StatusNet més gran, va canviar a pump.io el juny de 2013.
Com a xarxa social distribuïda, Pump.io no està vinculat a un sol lloc. Els usuaris de tots els servidors es poden subscriure entre ells, i si un o més nodes individuals es desconnecten, la resta de la xarxa roman intacta.

## Tecnologia
Dissenyat per ser molt més lleuger i eficient que el seu predecessor StatusNet, Pump.io està escrit a Node.js i utilitza Activity Streams com a format per a ordres i per transferir dades mitjançant una senzilla API de safata d'entrada REST.
Pump.io requereix:
- node.js
- npm
- un servidor de bases de dades (normalment bases de dades NoSQL com MongoDB o Redis, encara que hi ha altres opcions a través de la capa d'abstracció de bases de dades anomenada Databank
- GraphicsMagick amb l'ordre `gm`

Pump.io es pot executar fàcilment amb maquinari amb pocs recursos (com ara un Raspberry Pi o un BeagleBone Black). Es pot utilitzar mitjançant la interfície d'usuari web o altres clients mitjançant l'API.

## Normalització
El W3C Federated Social Web Working Group, llançat el juliol de 2014, ha produït l'estàndard ActivityPub, basat en els protocols utilitzats a pump.io com a probable successor d'OStatus. Es va publicar oficialment com a Recomanació el 23 de gener de 2018.